# Lista över medaljörer vid olympiska vinterspelen 2014
Detta är en lista över medaljörer vid olympiska vinterspelen 2014 som hålls i Sotji, Ryssland 7–23 februari 2014.

## Alpin skidåkning
Damer
| Gren                         | Guld                                        | Guld                                        | Silver                     | Silver                     | Brons                        | Brons                        |
| Slalom Detaljer...           | Mikaela Shiffrin USA                        | Mikaela Shiffrin USA                        | Marlies Schild Österrike   | Marlies Schild Österrike   | Kathrin Zettel Österrike     | Kathrin Zettel Österrike     |
| Storslalom Detaljer...       | Tina Maze Slovenien                         | Tina Maze Slovenien                         | Anna Fenninger Österrike   | Anna Fenninger Österrike   | Viktoria Rebensburg Tyskland | Viktoria Rebensburg Tyskland |
| Störtlopp Detaljer...        | Tina Maze Slovenien Dominique Gisin Schweiz | Tina Maze Slovenien Dominique Gisin Schweiz | —                          | —                          | Lara Gut Schweiz             | Lara Gut Schweiz             |
| Superkombination Detaljer... | Maria Höfl-Riesch Tyskland                  | Maria Höfl-Riesch Tyskland                  | Nicole Hosp Österrike      | Nicole Hosp Österrike      | Julia Mancuso USA            | Julia Mancuso USA            |
| Super-G Detaljer...          | Anna Fenninger Österrike                    | Anna Fenninger Österrike                    | Maria Höfl-Riesch Tyskland | Maria Höfl-Riesch Tyskland | Nicole Hosp Österrike        | Nicole Hosp Österrike        |

Herrar
| Gren                         | Guld                     | Guld                     | Silver                      | Silver                      | Brons                            | Brons                            |
| Slalom Detaljer...           | Mario Matt Österrike     | Mario Matt Österrike     | Marcel Hirscher Österrike   | Marcel Hirscher Österrike   | Henrik Kristoffersen Norge       | Henrik Kristoffersen Norge       |
| Storslalom Detaljer...       | Ted Ligety USA           | Ted Ligety USA           | Steve Missillier Frankrike  | Steve Missillier Frankrike  | Alexis Pinturault Frankrike      | Alexis Pinturault Frankrike      |
| Störtlopp Detaljer...        | Matthias Mayer Österrike | Matthias Mayer Österrike | Christof Innerhofer Italien | Christof Innerhofer Italien | Kjetil Jansrud Norge             | Kjetil Jansrud Norge             |
| Superkombination Detaljer... | Sandro Viletta Schweiz   | Sandro Viletta Schweiz   | Ivica Kostelić Kroatien     | Ivica Kostelić Kroatien     | Christof Innerhofer Italien      | Christof Innerhofer Italien      |
| Super-G Detaljer...          | Kjetil Jansrud Norge     | Kjetil Jansrud Norge     | Andrew Weibrecht USA        | Andrew Weibrecht USA        | Jan Hudec Kanada Bode Miller USA | Jan Hudec Kanada Bode Miller USA |

## Backhoppning
Damer
| Gren                    | Guld                 | Guld                 | Silver                           | Silver                           | Brons                   | Brons                   |
| ----------------------- | -------------------- | -------------------- | -------------------------------- | -------------------------------- | ----------------------- | ----------------------- |
| Normalbacke Detaljer... | Carina Vogt Tyskland | Carina Vogt Tyskland | Daniela Iraschko-Stolz Österrike | Daniela Iraschko-Stolz Österrike | Coline Mattel Frankrike | Coline Mattel Frankrike |

Herrar
| Gren                    | Guld                                                                 | Guld                                                                 | Silver                                                                             | Silver                                                                             | Brons                                                      | Brons                                                      |
| ----------------------- | -------------------------------------------------------------------- | -------------------------------------------------------------------- | ---------------------------------------------------------------------------------- | ---------------------------------------------------------------------------------- | ---------------------------------------------------------- | ---------------------------------------------------------- |
| Normalbacke Detaljer... | Kamil Stoch Polen                                                    | Kamil Stoch Polen                                                    | Peter Prevc Slovenien                                                              | Peter Prevc Slovenien                                                              | Anders Bardal Norge                                        | Anders Bardal Norge                                        |
| Stor backe Detaljer...  | Kamil Stoch Polen                                                    | Kamil Stoch Polen                                                    | Noriaki Kasai Japan                                                                | Noriaki Kasai Japan                                                                | Peter Prevc Slovenien                                      | Peter Prevc Slovenien                                      |
| Lagtävling Detaljer...  | Tyskland Andreas Wank Marinus Kraus Andreas Wellinger Severin Freund | Tyskland Andreas Wank Marinus Kraus Andreas Wellinger Severin Freund | Österrike Michael Hayböck Thomas Morgenstern Thomas Diethart Gregor Schlierenzauer | Österrike Michael Hayböck Thomas Morgenstern Thomas Diethart Gregor Schlierenzauer | Japan Reruhi Shimizu Taku Takeuchi Daiki Ito Noriaki Kasai | Japan Reruhi Shimizu Taku Takeuchi Daiki Ito Noriaki Kasai |

## Bob
| Gren                           | Guld                                                                           | Guld                                                                           | Silver                                                                    | Silver                                                                    | Brons                                                                | Brons                                                                |
| Herrarnas tvåmanna Detaljer... | Ryssland Aleksandr Zubkov Aleksej Vojevoda                                     | Ryssland Aleksandr Zubkov Aleksej Vojevoda                                     | Schweiz Beat Hefti Alex Baumann                                           | Schweiz Beat Hefti Alex Baumann                                           | USA Steven Holcomb Steven Langton                                    | USA Steven Holcomb Steven Langton                                    |
| Damernas tvåmanna Detaljer...  | Kanada Kaillie Humphries Heather Moyse                                         | Kanada Kaillie Humphries Heather Moyse                                         | USA Elana Meyers Lauryn Williams                                          | USA Elana Meyers Lauryn Williams                                          | USA Jamie Greubel Aja Evans                                          | USA Jamie Greubel Aja Evans                                          |
| Herrarnas fyrmanna Detaljer... | Ryssland Aleksandr Zubkov Dmitrij Trunenkov Aleksej Negodajlo Aleksej Vojevoda | Ryssland Aleksandr Zubkov Dmitrij Trunenkov Aleksej Negodajlo Aleksej Vojevoda | Lettland Oskars Melbārdis Arvis Vilkaste Daumants Dreiškens Jānis Strenga | Lettland Oskars Melbārdis Arvis Vilkaste Daumants Dreiškens Jānis Strenga | USA Steven Holcomb Steven Langton Curtis Tomasevicz Christopher Fogt | USA Steven Holcomb Steven Langton Curtis Tomasevicz Christopher Fogt |

## Curling
| Gren                            | Guld                                                                             | Guld                                                                             | Silver                                                                                                   | Silver                                                                                                   | Brons                                                                                    | Brons                                                                                    |
| ------------------------------- | -------------------------------------------------------------------------------- | -------------------------------------------------------------------------------- | --- | --- | ---------------------------------------------------------------------------------------- | ---------------------------------------------------------------------------------------- |
| Damernas turnering Detaljer...  | Kanada Jennifer Jones (skip) Kaitlyn Lawes Jill Officer Dawn McEwen Kirsten Wall | Kanada Jennifer Jones (skip) Kaitlyn Lawes Jill Officer Dawn McEwen Kirsten Wall | Sverige Margaretha Sigfridsson (skip) Maria Prytz Christina Bertrup Maria Wennerström Agnes Knochenhauer | Sverige Margaretha Sigfridsson (skip) Maria Prytz Christina Bertrup Maria Wennerström Agnes Knochenhauer | Storbritannien Eve Muirhead (skip) Anna Sloan Vicki Adams Claire Hamilton Lauren Gray    | Storbritannien Eve Muirhead (skip) Anna Sloan Vicki Adams Claire Hamilton Lauren Gray    |
| Herrarnas turnering Detaljer... | Kanada Brad Jacobs (skip) Ryan Fry E. J. Harnden Ryan Harnden Caleb Flaxey       | Kanada Brad Jacobs (skip) Ryan Fry E. J. Harnden Ryan Harnden Caleb Flaxey       | Storbritannien David Murdoch (skip) Greg Drummond Scott Andrews Michael Goodfellow Tom Brewster          | Storbritannien David Murdoch (skip) Greg Drummond Scott Andrews Michael Goodfellow Tom Brewster          | Sverige Niklas Edin (skip) Sebastian Kraupp Fredrik Lindberg Viktor Kjäll Oskar Eriksson | Sverige Niklas Edin (skip) Sebastian Kraupp Fredrik Lindberg Viktor Kjäll Oskar Eriksson |

## Freestyle
Damer
| Gren                   | Guld                           | Guld                           | Silver                       | Silver                       | Brons                    | Brons                    |
| ---------------------- | ------------------------------ | ------------------------------ | ---------------------------- | ---------------------------- | ------------------------ | ------------------------ |
| Halfpipe Detaljer...   | Maddie Bowman USA              | Maddie Bowman USA              | Marie Martinod Frankrike     | Marie Martinod Frankrike     | Ayana Onozuka Japan      | Ayana Onozuka Japan      |
| Hopp Detaljer...       | Alla Tsuper Belarus            | Alla Tsuper Belarus            | Xu Mengtao Kina              | Xu Mengtao Kina              | Lydia Lassila Australien | Lydia Lassila Australien |
| Puckelpist Detaljer... | Justine Dufour-Lapointe Kanada | Justine Dufour-Lapointe Kanada | Chloé Dufour-Lapointe Kanada | Chloé Dufour-Lapointe Kanada | Hannah Kearney USA       | Hannah Kearney USA       |
| Skicross Detaljer...   | Marielle Thompson Kanada       | Marielle Thompson Kanada       | Kelsey Serwa Kanada          | Kelsey Serwa Kanada          | Anna Holmlund Sverige    | Anna Holmlund Sverige    |
| Slopestyle Detaljer... | Dara Howell Kanada             | Dara Howell Kanada             | Devin Logan USA              | Devin Logan USA              | Kim Lamarre Kanada       | Kim Lamarre Kanada       |

Herrar
| Gren                   | Guld                            | Guld                            | Silver                     | Silver                     | Brons                          | Brons                          |
| ---------------------- | ------------------------------- | ------------------------------- | -------------------------- | -------------------------- | ------------------------------ | ------------------------------ |
| Halfpipe Detaljer...   | David Wise USA                  | David Wise USA                  | Mike Riddle Kanada         | Mike Riddle Kanada         | Kevin Rolland Frankrike        | Kevin Rolland Frankrike        |
| Hopp Detaljer...       | Anton Kusjnir Belarus           | Anton Kusjnir Belarus           | David Morris Australien    | David Morris Australien    | Jia Zongyang Kina              | Jia Zongyang Kina              |
| Puckelpist Detaljer... | Alexandre Bilodeau Kanada       | Alexandre Bilodeau Kanada       | Mikaël Kingsbury Kanada    | Mikaël Kingsbury Kanada    | Aleksandr Smysjljajev Ryssland | Aleksandr Smysjljajev Ryssland |
| Skicross Detaljer...   | Jean-Frédéric Chapuis Frankrike | Jean-Frédéric Chapuis Frankrike | Arnaud Bovolenta Frankrike | Arnaud Bovolenta Frankrike | Jonathan Midol Frankrike       | Jonathan Midol Frankrike       |
| Slopestyle Detaljer... | Joss Christensen USA            | Joss Christensen USA            | Gus Kenworthy USA          | Gus Kenworthy USA          | Nick Goepper USA               | Nick Goepper USA               |

## Hastighetsåkning på skridskor
0TR0 = Banrekord
0OR0 = Olympiskt rekord
Damer
| Gren                    | Guld                                                     | Guld         | Silver                                                            | Silver  | Brons                                                  | Brons   |
| 500 meter Detaljer...   | Lee Sang-hwa Sydkorea                                    | 74,70 0OR0   | Olga Fatkulina Ryssland                                           | 75,06   | Margot Boer Nederländerna                              | 75,48   |
| 1 000 meter Detaljer... | Zhang Hong Kina                                          | 1.14,02      | Ireen Wüst Nederländerna                                          | 1.14,69 | Margot Boer Nederländerna                              | 1.14,90 |
| 1 500 meter Detaljer... | Jorien ter Mors Nederländerna                            | 1.53,51      | Ireen Wüst Nederländerna                                          | 1.54,09 | Lotte van Beek Nederländerna                           | 1.54,54 |
| 3 000 meter Detaljer... | Ireen Wüst Nederländerna                                 | 4.00,34 0TR0 | Martina Sáblíková Tjeckien                                        | 4.01,94 | Olga Graf Ryssland                                     | 4.03,47 |
| 5 000 meter Detaljer... | Martina Sáblíková Tjeckien                               | 6.51,54      | Ireen Wüst Nederländerna                                          | 6.54,28 | Carien Kleibeuker Nederländerna                        | 6.55,66 |
| Lagtempo Detaljer...    | Nederländerna Jorien ter Mors Marrit Leenstra Ireen Wüst | 2.58,05      | Polen Katarzyna Bachleda-Curuś Natalia Czerwonka Luiza Złotkowska | 3.05,55 | Ryssland Olga Graf Jekaterina Lobysjeva Julija Skokova | 2.59,73 |

Herrar
| Gren                     | Guld                                                   | Guld          | Silver                                              | Silver   | Brons                                                   | Brons    |
| 500 meter Detaljer...    | Michel Mulder Nederländerna                            | 69,31         | Jan Smeekens Nederländerna                          | 69,32    | Ronald Mulder Nederländerna                             | 69,46    |
| 1 000 meter Detaljer...  | Stefan Groothuis Nederländerna                         | 1.08,39       | Denny Morrison Kanada                               | 1.08,43  | Michel Mulder Nederländerna                             | 1.08,74  |
| 1 500 meter Detaljer...  | Zbigniew Bródka Polen                                  | 1.45,006      | Koen Verweij Nederländerna                          | 1.45,009 | Denny Morrison Kanada                                   | 1.45,22  |
| 5 000 meter Detaljer...  | Sven Kramer Nederländerna                              | 6.10,76 0OR0  | Jan Blokhuijsen Nederländerna                       | 6.15,71  | Jorrit Bergsma Nederländerna                            | 6.16,66  |
| 10 000 meter Detaljer... | Jorrit Bergsma Nederländerna                           | 12.44,45 0OR0 | Sven Kramer Nederländerna                           | 12.49,03 | Bob de Jong Nederländerna                               | 13.07,19 |
| Lagtempo Detaljer...     | Nederländerna Jan Blokhuijsen Sven Kramer Koen Verweij | 3.37,71       | Sydkorea Joo Hyong-jun Kim Cheol-min Lee Seung-hoon | 3.40,85  | Polen Zbigniew Bródka Konrad Niedźwiedzki Jan Szymański | 3.41,94  |

## Ishockey
| Turnering          | Guld | Guld | Silver | Silver | Brons | Brons |
| Damer Detaljer...  | Kanada Meghan Agosta-Marciano Gillian Apps Mélodie Daoust Laura Fortino Jayna Hefford Haley Irwin Brianne Jenner Rebecca Johnston Charline Labonté Geneviève Lacasse Jocelyne Larocque Meaghan Mikkelson-Reid Caroline Ouellette Marie-Philip Poulin Lauriane Rougeau Natalie Spooner Shannon Szabados Jenn Wakefield Catherine Ward Tara Watchorn Hayley Wickenheiser | Kanada Meghan Agosta-Marciano Gillian Apps Mélodie Daoust Laura Fortino Jayna Hefford Haley Irwin Brianne Jenner Rebecca Johnston Charline Labonté Geneviève Lacasse Jocelyne Larocque Meaghan Mikkelson-Reid Caroline Ouellette Marie-Philip Poulin Lauriane Rougeau Natalie Spooner Shannon Szabados Jenn Wakefield Catherine Ward Tara Watchorn Hayley Wickenheiser | USA Kacey Bellamy Megan Bozek Alexandra Carpenter Julie Chu Kendall Coyne Brianna Decker Meghan Duggan Lyndsey Fry Amanda Kessel Hilary Knight Jocelyne Lamoureux Monique Lamoureux-Kolls Gisele Marvin Brianne McLaughlin Michelle Picard Josephine Pucci Molly Schaus Anne Schleper Kelli Stack Lee Stecklein Jessie Vetter                                                                                                 | USA Kacey Bellamy Megan Bozek Alexandra Carpenter Julie Chu Kendall Coyne Brianna Decker Meghan Duggan Lyndsey Fry Amanda Kessel Hilary Knight Jocelyne Lamoureux Monique Lamoureux-Kolls Gisele Marvin Brianne McLaughlin Michelle Picard Josephine Pucci Molly Schaus Anne Schleper Kelli Stack Lee Stecklein Jessie Vetter                                                                                                 | Schweiz Janine Alder Livia Altmann Sophie Anthamatten Laura Benz Sara Benz Nicole Bullo Romy Eggimann Sarah Forster Angela Frautschi Jessica Lutz Julia Marty Stefany Marty Alina Müller Katrin Nabholz Evelina Raselli Florence Schelling Lara Stalder Phoebe Stänz Anja Stiefel Nina Waidacher                                                                              | Schweiz Janine Alder Livia Altmann Sophie Anthamatten Laura Benz Sara Benz Nicole Bullo Romy Eggimann Sarah Forster Angela Frautschi Jessica Lutz Julia Marty Stefany Marty Alina Müller Katrin Nabholz Evelina Raselli Florence Schelling Lara Stalder Phoebe Stänz Anja Stiefel Nina Waidacher                                                                              |
| Herrar Detaljer... | Kanada Jamie Benn Patrice Bergeron Jeff Carter Sidney Crosby Matt Duchene Ryan Getzlaf Chris Kunitz Patrick Marleau Rick Nash Corey Perry Patrick Sharp Martin St. Louis John Tavares Jonathan Toews Drew Doughty Dan Hamhuis Duncan Keith Alex Pietrangelo P. K. Subban Marc-Édouard Vlasic Shea Weber Roberto Luongo Carey Price Mike Smith                          | Kanada Jamie Benn Patrice Bergeron Jeff Carter Sidney Crosby Matt Duchene Ryan Getzlaf Chris Kunitz Patrick Marleau Rick Nash Corey Perry Patrick Sharp Martin St. Louis John Tavares Jonathan Toews Drew Doughty Dan Hamhuis Duncan Keith Alex Pietrangelo P. K. Subban Marc-Édouard Vlasic Shea Weber Roberto Luongo Carey Price Mike Smith                          | Sverige Daniel Alfredsson Nicklas Bäckström Patrik Berglund Jimmie Ericsson Loui Eriksson Carl Hagelin Marcus Johansson Marcus Krüger Gabriel Landeskog Gustav Nyquist Daniel Sedin Jakob Silfverberg Alexander Steen Henrik Zetterberg Alexander Edler Oliver Ekman Larsson Jonathan Ericsson Niklas Hjalmarsson Erik Karlsson Niklas Kronwall Johnny Oduya Henrik Tallinder Jhonas Enroth Jonas Gustavsson Henrik Lundqvist | Sverige Daniel Alfredsson Nicklas Bäckström Patrik Berglund Jimmie Ericsson Loui Eriksson Carl Hagelin Marcus Johansson Marcus Krüger Gabriel Landeskog Gustav Nyquist Daniel Sedin Jakob Silfverberg Alexander Steen Henrik Zetterberg Alexander Edler Oliver Ekman Larsson Jonathan Ericsson Niklas Hjalmarsson Erik Karlsson Niklas Kronwall Johnny Oduya Henrik Tallinder Jhonas Enroth Jonas Gustavsson Henrik Lundqvist | Finland Teemu Selänne Olli Jokinen Tuomo Ruutu Aleksandr Barkov, Jr. Jori Lehterä Sakari Salminen Jarkko Immonen Petri Kontiola Lauri Korpikoski Jussi Jokinen Antti Pihlström Juhamatti Aaltonen Mikael Granlund Leo Komarov Olli Määttä Ossi Väänänen Lasse Kukkonen Sami Salo Sami Lepistö Juuso Hietanen Kimmo Timonen Sami Vatanen Antti Niemi Kari Lehtonen Tuukka Rask | Finland Teemu Selänne Olli Jokinen Tuomo Ruutu Aleksandr Barkov, Jr. Jori Lehterä Sakari Salminen Jarkko Immonen Petri Kontiola Lauri Korpikoski Jussi Jokinen Antti Pihlström Juhamatti Aaltonen Mikael Granlund Leo Komarov Olli Määttä Ossi Väänänen Lasse Kukkonen Sami Salo Sami Lepistö Juuso Hietanen Kimmo Timonen Sami Vatanen Antti Niemi Kari Lehtonen Tuukka Rask |

## Konståkning
| Gren                               | Guld                                       | Guld                                       | Silver                                  | Silver                                  | Brons                                    | Brons                                    |
| ---------------------------------- | ------------------------------------------ | ------------------------------------------ | --------------------------------------- | --------------------------------------- | ---------------------------------------- | ---------------------------------------- |
| Damernas singelåkning Detaljer...  | Adelina Sotnikova Ryssland                 | Adelina Sotnikova Ryssland                 | Yuna Kim Japan                          | Yuna Kim Japan                          | Carolina Kostner Italien                 | Carolina Kostner Italien                 |
| Herrarnas singelåkning Detaljer... | Yuzuru Hanyu Japan                         | Yuzuru Hanyu Japan                         | Patrick Chan Kanada                     | Patrick Chan Kanada                     | Denis Ten Kazakstan                      | Denis Ten Kazakstan                      |
| Isdans, friåkning Detaljer...      | USA Meryl Davis Charlie White              | USA Meryl Davis Charlie White              | Kanada Scott Moir Tessa Virtue          | Kanada Scott Moir Tessa Virtue          | Ryssland Elena Ilinych Nikita Katsalapov | Ryssland Elena Ilinych Nikita Katsalapov |
| Lagtävling, isdans Detaljer...     | Ryssland                                   | Ryssland                                   | Kanada                                  | Kanada                                  | USA                                      | USA                                      |
| Paråkning, friåkning Detaljer...   | Ryssland Maksim Trankov Titjana Volosozjar | Ryssland Maksim Trankov Titjana Volosozjar | Ryssland Fjodor Klimov Ksenija Stolbova | Ryssland Fjodor Klimov Ksenija Stolbova | Tyskland Aliona Savtjenko Robin Szolkowy | Tyskland Aliona Savtjenko Robin Szolkowy |

## Längdskidåkning
Damer
| Gren                                  | Guld                                                            | Guld                                                            | Silver                                                                       | Silver                                                                       | Brons                                                                 | Brons                                                                 |
| ------------------------------------- | --------------------------------------------------------------- | --------------------------------------------------------------- | ---------------------------------------------------------------------------- | ---------------------------------------------------------------------------- | --------------------------------------------------------------------- | --------------------------------------------------------------------- |
| Sprint, 1,3 km Detaljer...            | Maiken Caspersen Falla Norge                                    | Maiken Caspersen Falla Norge                                    | Ingvild Flugstad Østberg Norge                                               | Ingvild Flugstad Østberg Norge                                               | Vesna Fabjan Slovenien                                                | Vesna Fabjan Slovenien                                                |
| Sprintstafett, 6 × 1,3 km Detaljer... | Norge Ingvild Flugstad Østberg Marit Bjørgen                    | Norge Ingvild Flugstad Østberg Marit Bjørgen                    | Finland Aino-Kaisa Saarinen Kerttu Niskanen                                  | Finland Aino-Kaisa Saarinen Kerttu Niskanen                                  | Sverige Ida Ingemarsdotter Stina Nilsson                              | Sverige Ida Ingemarsdotter Stina Nilsson                              |
| Klassisk stil, 10 km Detaljer...      | Justyna Kowalczyk Polen                                         | Justyna Kowalczyk Polen                                         | Charlotte Kalla Sverige                                                      | Charlotte Kalla Sverige                                                      | Therese Johaug Norge                                                  | Therese Johaug Norge                                                  |
| Skiathlon, 15 km Detaljer...          | Marit Bjørgen Norge                                             | Marit Bjørgen Norge                                             | Charlotte Kalla Sverige                                                      | Charlotte Kalla Sverige                                                      | Heidi Weng Norge                                                      | Heidi Weng Norge                                                      |
| Stafett, 4 × 5 km Detaljer...         | Sverige Ida Ingemarsdotter Emma Wikén Anna Haag Charlotte Kalla | Sverige Ida Ingemarsdotter Emma Wikén Anna Haag Charlotte Kalla | Finland Anne Kyllönen Aino-Kaisa Saarinen Kerttu Niskanen Krista Lähteenmäki | Finland Anne Kyllönen Aino-Kaisa Saarinen Kerttu Niskanen Krista Lähteenmäki | Tyskland Nicole Fessel Stefanie Böhler Claudia Nystad Denise Herrmann | Tyskland Nicole Fessel Stefanie Böhler Claudia Nystad Denise Herrmann |
| Masstart, 30 km Detaljer...           | Marit Bjørgen Norge                                             | Marit Bjørgen Norge                                             | Therese Johaug Norge                                                         | Therese Johaug Norge                                                         | Kristin Størmer Steira Norge                                          | Kristin Størmer Steira Norge                                          |

Herrar
| Gren                                  | Guld                                                               | Guld                                                               | Silver                                                                              | Silver                                                                              | Brons                                                                                 | Brons                                                                                 |
| ------------------------------------- | ------------------------------------------------------------------ | ------------------------------------------------------------------ | ----------------------------------------------------------------------------------- | ----------------------------------------------------------------------------------- | ------------------------------------------------------------------------------------- | ------------------------------------------------------------------------------------- |
| Sprint, 1,8 km Detaljer...            | Ola Vigen Hattestad Norge                                          | Ola Vigen Hattestad Norge                                          | Teodor Peterson Sverige                                                             | Teodor Peterson Sverige                                                             | Emil Jönsson Sverige                                                                  | Emil Jönsson Sverige                                                                  |
| Sprintstafett, 6 × 1,8 km Detaljer... | Finland Iivo Niskanen Sami Jauhojärvi                              | Finland Iivo Niskanen Sami Jauhojärvi                              | Ryssland Maksim Vylegzjanin Nikita Kriukov                                          | Ryssland Maksim Vylegzjanin Nikita Kriukov                                          | Sverige Emil Jönsson Teodor Peterson                                                  | Sverige Emil Jönsson Teodor Peterson                                                  |
| Klassisk stil, 15 km Detaljer...      | Dario Cologna Schweiz                                              | Dario Cologna Schweiz                                              | Johan Olsson Sverige                                                                | Johan Olsson Sverige                                                                | Daniel Richardsson Sverige                                                            | Daniel Richardsson Sverige                                                            |
| Skiathlon, 30 km Detaljer...          | Dario Cologna Schweiz                                              | Dario Cologna Schweiz                                              | Marcus Hellner Sverige                                                              | Marcus Hellner Sverige                                                              | Martin Johnsrud Sundby Norge                                                          | Martin Johnsrud Sundby Norge                                                          |
| Stafett, 4 × 10 km Detaljer...        | Sverige Lars Nelson Daniel Richardsson Johan Olsson Marcus Hellner | Sverige Lars Nelson Daniel Richardsson Johan Olsson Marcus Hellner | Ryssland Dmitrij Japarov Aleksandr Bessmertnych Aleksandr Legkov Maksim Vylegzjanin | Ryssland Dmitrij Japarov Aleksandr Bessmertnych Aleksandr Legkov Maksim Vylegzjanin | Frankrike Jean-Marc Gaillard Maurice Manificat Robin Duvillard Ivan Perrillat Boiteux | Frankrike Jean-Marc Gaillard Maurice Manificat Robin Duvillard Ivan Perrillat Boiteux |
| Masstart, 50 km Detaljer...           | Aleksandr Legkov Ryssland                                          | Aleksandr Legkov Ryssland                                          | Maksim Vylegzjanin Ryssland                                                         | Maksim Vylegzjanin Ryssland                                                         | Ilja Tjernousov Ryssland                                                              | Ilja Tjernousov Ryssland                                                              |

## Nordisk kombination
| Gren                     | Guld                                                          | Guld                                                          | Silver                                                                | Silver                                                                | Brons                                                                  | Brons                                                                  |
| ------------------------ | ------------------------------------------------------------- | ------------------------------------------------------------- | --------------------------------------------------------------------- | --------------------------------------------------------------------- | ---------------------------------------------------------------------- | ---------------------------------------------------------------------- |
| Normal backe Detaljer... | Eric Frenzel Tyskland                                         | Eric Frenzel Tyskland                                         | Akito Watabe Japan                                                    | Akito Watabe Japan                                                    | Magnus Krog Norge                                                      | Magnus Krog Norge                                                      |
| Stor backe Detaljer...   | Jørgen Graabak Norge                                          | Jørgen Graabak Norge                                          | Magnus Hovdal Moan Norge                                              | Magnus Hovdal Moan Norge                                              | Fabian Riessle Tyskland                                                | Fabian Riessle Tyskland                                                |
| Lagtävling Detaljer...   | Norge Jørgen Graabak Håvard Klemetsen Magnus Krog Magnus Moan | Norge Jørgen Graabak Håvard Klemetsen Magnus Krog Magnus Moan | Tyskland Eric Frenzel Björn Kircheisen Fabian Riessle Johannes Rydzek | Tyskland Eric Frenzel Björn Kircheisen Fabian Riessle Johannes Rydzek | Österrike Christoph Bieler Bernhard Gruber Lukas Klapfer Mario Stecher | Österrike Christoph Bieler Bernhard Gruber Lukas Klapfer Mario Stecher |

## Rodel
| Gren                         | Guld                                                              | Guld                                                              | Silver                                                                         | Silver                                                                         | Brons                                                        | Brons                                                        |
| Damernas singel Detaljer...  | Natalie Geisenberger Tyskland                                     | Natalie Geisenberger Tyskland                                     | Tatjana Hüfner Tyskland                                                        | Tatjana Hüfner Tyskland                                                        | Erin Hamlin USA                                              | Erin Hamlin USA                                              |
| Herrarnas singel Detaljer... | Felix Loch Tyskland                                               | Felix Loch Tyskland                                               | Albert Demtjenko Ryssland                                                      | Albert Demtjenko Ryssland                                                      | Armin Zöggeler Italien                                       | Armin Zöggeler Italien                                       |
| Herrarnas dubbel Detaljer... | Tyskland Tobias Arlt Tobias Wendl                                 | Tyskland Tobias Arlt Tobias Wendl                                 | Österrike Andreas Linger Wolfgang Linger                                       | Österrike Andreas Linger Wolfgang Linger                                       | Lettland Andris Sics Juris Sics                              | Lettland Andris Sics Juris Sics                              |
| Mixat lag Detaljer...        | Tyskland Tobias Arlt Natalie Geisenberger Felix Loch Tobias Wendl | Tyskland Tobias Arlt Natalie Geisenberger Felix Loch Tobias Wendl | Ryssland Vladislav Antonov Albert Demtjenko Aleksandr Denisjev Tatjana Ivanova | Ryssland Vladislav Antonov Albert Demtjenko Aleksandr Denisjev Tatjana Ivanova | Lettland Martins Rubenis Andris Sics Juris Sics Eliza Tiruma | Lettland Martins Rubenis Andris Sics Juris Sics Eliza Tiruma |

## Short track
Damer
| Gren                             | Guld                                                                     | Guld     | Silver                                                                    | Silver   | Brons                                                                 | Brons    |
| -------------------------------- | ------------------------------------------------------------------------ | -------- | ------------------------------------------------------------------------- | -------- | --------------------------------------------------------------------- | -------- |
| 500 meter Detaljer...            | Li Jianrou Kina                                                          | 45,263   | Arianna Fontana Italien                                                   | 51,250   | Park Seung-hi Sydkorea                                                | 54,207   |
| 1 000 meter Detaljer...          | Park Seung-hi Sydkorea                                                   | 1.30,761 | Fan Kexin Kina                                                            | 1.30,811 | Shim Suk-hee Sydkorea                                                 | 1.31,027 |
| 1 500 meter Detaljer...          | Zhou Yang Kina                                                           | 2.19,140 | Shim Suk-hee Sydkorea                                                     | 2.19,239 | Arianna Fontana Italien                                               | 2.19,416 |
| Stafett, 3 000 meter Detaljer... | Sydkorea Shim Suk-hee Park Seung-hi Cho Ha-ri Kim A-lang Kong Sang-jeong | 4.09,498 | Kanada Marie-Ève Drolet Jessica Hewitt Valérie Maltais Marianne St-Gelais | 4.10,641 | Italien Arianna Fontana Lucia Peretti Martina Valcepina Elena Viviani | 4.14,014 |

Herrar
| Gren                             | Guld                                                                      | Guld        | Silver                                                     | Silver   | Brons                                             | Brons    |
| -------------------------------- | ------------------------------------------------------------------------- | ----------- | ---------------------------------------------------------- | -------- | ------------------------------------------------- | -------- |
| 500 meter Detaljer...            | Viktor Ahn Ryssland                                                       | 41,312      | Wu Dajing Kina                                             | 41,516   | Charle Cournoyer Kanada                           | 41,617   |
| 1 000 meter Detaljer...          | Viktor Ahn Ryssland                                                       | 1.25,325    | Vladimir Grigorjev Ryssland                                | 1.25,399 | Sjinkie Knegt Nederländerna                       | 1.25,611 |
| 1 500 meter Detaljer...          | Charles Hamelin Kanada                                                    | 2.14,985    | Han Tianyu Kina                                            | 2.15,055 | Viktor Ahn Ryssland                               | 2.15,062 |
| Stafett, 5 000 meter Detaljer... | Ryssland Viktor Ahn Semjon Jelistratov Vladimir Grigorjev Ruslan Zacharov | 6.42,100 OR | USA Eddy Alvarez J.R. Celski Chris Creveling Jordan Malone | 6.42,371 | Kina Chen Dequan Han Tianyu Shi Jingnan Wu Dajing | 6.48,341 |

## Skeleton
| Gren                           | Guld                         | Guld                         | Silver                  | Silver                  | Brons                    | Brons                    |
| ------------------------------ | ---------------------------- | ---------------------------- | ----------------------- | ----------------------- | ------------------------ | ------------------------ |
| Damernas skeleton Detaljer...  | Lizzy Yarnold Storbritannien | Lizzy Yarnold Storbritannien | Noelle Pikus-Pace USA   | Noelle Pikus-Pace USA   | Jelena Nikitina Ryssland | Jelena Nikitina Ryssland |
| Herrarnas skeleton Detaljer... | Aleksandr Tretiakov Ryssland | Aleksandr Tretiakov Ryssland | Martins Dukurs Lettland | Martins Dukurs Lettland | Matthew Antoine USA      | Matthew Antoine USA      |

## Skidskytte
Damer
| Gren                          | Guld                                                                 | Guld                                                                 | Silver                                                                   | Silver                                                                   | Brons                                                                        | Brons                                                                        |
| ----------------------------- | -------------------------------------------------------------------- | -------------------------------------------------------------------- | ------------------------------------------------------------------------ | ------------------------------------------------------------------------ | ---------------------------------------------------------------------------- | ---------------------------------------------------------------------------- |
| Sprint, 7,5 km Detaljer...    | Anastasija Kuzmina Slovakien                                         | Anastasija Kuzmina Slovakien                                         | Olga Viluchina Ryssland                                                  | Olga Viluchina Ryssland                                                  | Vita Semerenko Ukraina                                                       | Vita Semerenko Ukraina                                                       |
| Jaktstart, 10 km Detaljer...  | Darja Domratjeva Belarus                                             | Darja Domratjeva Belarus                                             | Tora Berger Norge                                                        | Tora Berger Norge                                                        | Teja Gregorin Slovenien                                                      | Teja Gregorin Slovenien                                                      |
| Masstart, 12,5 km Detaljer... | Darja Domratjeva Belarus                                             | Darja Domratjeva Belarus                                             | Gabriela Soukalová Tjeckien                                              | Gabriela Soukalová Tjeckien                                              | Tiril Eckhoff Norge                                                          | Tiril Eckhoff Norge                                                          |
| Distans, 15 km Detaljer...    | Darja Domratjeva Belarus                                             | Darja Domratjeva Belarus                                             | Selina Gasparin Schweiz                                                  | Selina Gasparin Schweiz                                                  | Nadzeja Skardzina Belarus                                                    | Nadzeja Skardzina Belarus                                                    |
| Stafett, 4 × 5 km Detaljer... | Ukraina Vita Semerenko Julija Dzjyma Valj Semerenko Olena Pidhrusjna | Ukraina Vita Semerenko Julija Dzjyma Valj Semerenko Olena Pidhrusjna | Ryssland Jana Romanova Olga Zajtseva Jekaterina Sjumilova Olga Viluchina | Ryssland Jana Romanova Olga Zajtseva Jekaterina Sjumilova Olga Viluchina | Norge Fanny Welle-Strand Horn Tiril Eckhoff Ann Kristin Flatland Tora Berger | Norge Fanny Welle-Strand Horn Tiril Eckhoff Ann Kristin Flatland Tora Berger |

Herrar
| Gren                            | Guld                                                                      | Guld                                                                      | Silver                                                      | Silver                                                      | Brons                                                                        | Brons                                                                        |
| ------------------------------- | ------------------------------------------------------------------------- | ------------------------------------------------------------------------- | ----------------------------------------------------------- | ----------------------------------------------------------- | ---------------------------------------------------------------------------- | ---------------------------------------------------------------------------- |
| Sprint, 10 km Detaljer...       | Ole Einar Bjørndalen Norge                                                | Ole Einar Bjørndalen Norge                                                | Dominik Landertinger Österrike                              | Dominik Landertinger Österrike                              | Jaroslav Soukup Tjeckien                                                     | Jaroslav Soukup Tjeckien                                                     |
| Jaktstart, 12,5 km Detaljer...  | Martin Fourcade Frankrike                                                 | Martin Fourcade Frankrike                                                 | Ondřej Moravec Tjeckien                                     | Ondřej Moravec Tjeckien                                     | Jean-Guillaume Béatrix Frankrike                                             | Jean-Guillaume Béatrix Frankrike                                             |
| Masstart, 15 km Detaljer...     | Emil Hegle Svendsen Norge                                                 | Emil Hegle Svendsen Norge                                                 | Martin Fourcade Frankrike                                   | Martin Fourcade Frankrike                                   | Ondrej Moravec Tjeckien                                                      | Ondrej Moravec Tjeckien                                                      |
| Distans, 20 km Detaljer...      | Martin Fourcade Frankrike                                                 | Martin Fourcade Frankrike                                                 | Erik Lesser Tyskland                                        | Erik Lesser Tyskland                                        | Jevgenij Garanitjev Ryssland                                                 | Jevgenij Garanitjev Ryssland                                                 |
| Stafett, 4 × 7,5 km Detaljer... | Ryssland Aleksej Volkov Jevgenij Ustjugov Dmitrij Malysjko Anton Sjipulin | Ryssland Aleksej Volkov Jevgenij Ustjugov Dmitrij Malysjko Anton Sjipulin | Tyskland Erik Lesser Daniel Böhm Arnd Peiffer Simon Schempp | Tyskland Erik Lesser Daniel Böhm Arnd Peiffer Simon Schempp | Österrike Christoph Sumann Daniel Mesotitsch Simon Eder Dominik Landertinger | Österrike Christoph Sumann Daniel Mesotitsch Simon Eder Dominik Landertinger |

Mixat
| Gren                                          | Guld                                                                     | Guld                                                                     | Silver                                                                      | Silver                                                                      | Brons                                                                | Brons                                                                |
| --------------------------------------------- | ------------------------------------------------------------------------ | ------------------------------------------------------------------------ | --------------------------------------------------------------------------- | --------------------------------------------------------------------------- | -------------------------------------------------------------------- | -------------------------------------------------------------------- |
| Mixstafett, 2 × 6 km + 2 × 7,5 km Detaljer... | Norge Tora Berger Tiril Eckhoff Ole Einar Bjørndalen Emil Hegle Svendsen | Norge Tora Berger Tiril Eckhoff Ole Einar Bjørndalen Emil Hegle Svendsen | Tjeckien Veronika Vítková Gabriela Soukalová Jaroslav Soukup Ondřej Moravec | Tjeckien Veronika Vítková Gabriela Soukalová Jaroslav Soukup Ondřej Moravec | Italien Dorothea Wierer Karin Oberhofer Dominik Windisch Lukas Hofer | Italien Dorothea Wierer Karin Oberhofer Dominik Windisch Lukas Hofer |

## Snowboard
Damer
| Gren                            | Guld                      | Guld                      | Silver                   | Silver                   | Brons                      | Brons                      |
| Boardercross Detaljer...        | Eva Samková Tjeckien      | Eva Samková Tjeckien      | Dominique Maltais Kanada | Dominique Maltais Kanada | Chloé Trespeuch Frankrike  | Chloé Trespeuch Frankrike  |
| Halfpipe Detaljer...            | Kaitlyn Farrington USA    | Kaitlyn Farrington USA    | Torah Bright Australien  | Torah Bright Australien  | Kelly Clark USA            | Kelly Clark USA            |
| Parallellslalom Detaljer...     | Julia Dujmovits Österrike | Julia Dujmovits Österrike | Anke Karstens Tyskland   | Anke Karstens Tyskland   | Amelie Kober Tyskland      | Amelie Kober Tyskland      |
| Parallellstorslalom Detaljer... | Patrizia Kummer Schweiz   | Patrizia Kummer Schweiz   | Tomoka Takeuchi Japan    | Tomoka Takeuchi Japan    | Alena Zavarzina Ryssland   | Alena Zavarzina Ryssland   |
| Slopestyle Detaljer...          | Jamie Anderson USA        | Jamie Anderson USA        | Enni Rukajärvi Finland   | Enni Rukajärvi Finland   | Jenny Jones Storbritannien | Jenny Jones Storbritannien |

Herrar
| Gren                            | Guld                        | Guld                        | Silver                   | Silver                   | Brons                   | Brons                   |
| Boardercross Detaljer...        | Pierre Vaultier Frankrike   | Pierre Vaultier Frankrike   | Nikolaj Oljunin Ryssland | Nikolaj Oljunin Ryssland | Alex Deibold USA        | Alex Deibold USA        |
| Halfpipe Detaljer...            | Iouri Podladtchikov Schweiz | Iouri Podladtchikov Schweiz | Ayumu Hirano Japan       | Ayumu Hirano Japan       | Taku Hiraoka Japan      | Taku Hiraoka Japan      |
| Parallellslalom Detaljer...     | Vic Wild Ryssland           | Vic Wild Ryssland           | Žan Košir Slovenien      | Žan Košir Slovenien      | Benjamin Karl Österrike | Benjamin Karl Österrike |
| Parallellstorslalom Detaljer... | Vic Wild Ryssland           | Vic Wild Ryssland           | Nevin Galmarini Schweiz  | Nevin Galmarini Schweiz  | Žan Košir Slovenien     | Žan Košir Slovenien     |
| Slopestyle Detaljer...          | Sage Kotsenburg USA         | Sage Kotsenburg USA         | Ståle Sandbech Norge     | Ståle Sandbech Norge     | Mark McMorris Kanada    | Mark McMorris Kanada    |